# 健生会ふれあい相互病院
健生会ふれあい相互病院（けんせいかいふれあいそうごびょういん）は、社会医療法人社団健生会が東京都立川市錦町に設置する病院。

## 概要
2016年12月1日、新築移転した旧立川相互病院の建物を引き継ぐ形で、健生会ふれあい相互病院が開業。60床（回復期リハビリ38床・地域包括ケア病床22床）を備える。全日本民主医療機関連合会(民医連)に加盟している。

## 診療科
(この節の出典)
- リハビリテーション科
- 人工透析内科
- 泌尿器科
- 精神科
- 訪問診療科

## 医療機関の認定
(この節の出典)
- 保険医療機関
- 生活保護法指定医療機関
- 公害医療機関
- 結核指定医療機関
- 指定小児慢性特定疾病医療機関
- 指定自立支援医療機関（精神通院医療）
- 指定自立支援医療機関（更生医療）
- 難病の患者に対する医療等に関する法律に基づく指定医療機関
- 原子爆弾被害者一般疾病医療取扱医療機関
- 在宅療養支援病院

## 差額ベッド代について
病院の理念により、差額ベッド料（個室料）を徴収していない。